# Матюиди, Блез
Блез Матюиди́ (фр. Blaise Matuidi; род. 9 апреля 1987, Тулуза, Франция) — французский футболист, опорный полузащитник. Выступал за сборную Франции. Серебряный призёр чемпионата Европы 2016 года. Чемпион мира 2018 года.

## Ранние годы
Матюиди родился в городе Тулуза, департамент Верхняя Гаронна. Его отец, Фария Ривелино — анголец, переехавший во Францию в молодости, а мать Элиз — француженка конголезского происхождения. Блез вместе с четырьмя братьями и сёстрами вырос в парижском пригороде Фонтене-су-Буа. В детстве он был болельщиком столичного футбольного «Пари Сен-Жермен», его любимым игроком был полузащитник ПСЖ Джей-Джей Окоча. Футболом Матюиди начал заниматься в шесть лет в местной команде. После пяти лет в команде Фонтене он перевёлся в команду из соседней коммуны Венсен, где год играл вместе с Ясином Брахими.

## Клубная карьера
В 1999 году Матюиди, будучи одним из самых перспективных футболистов в округе Иль-де-Франс, поступил в престижный футбольный центр Клерфонтен. На протяжении трёх сезонов он занимался в центре, совмещая занятия с выступлениями за команду коммуны Венсен по выходным. В 2001 году Блез перешёл в полупрофессиональный клуб «Кретей», с которым заключил молодёжный контракт. После трёх лет в этой команде он получил приглашение в лионский «Олимпик», в то время дважды подряд побеждавший в чемпионате Франции, но предпочёл ему менее именитый клуб «Труа». В сезоне 2005/06 сумел закрепиться в основе «синих», отыграв 31 матч и забив 1 раз.
Летом 2007 года Блез перебрался в стан «Сент-Этьена», вернувшегося в Лигу 1 после долгого отсутствия. Именно в стане «салатовых» Блез впервые начал выступать в опорной зоне. В сезоне 2008/09 Блез сыграл всего 27 матчей, забив два гола. Однако уже в следующих двух сезонах он являлся одним из самых стабильных игроков «Сент-Этьена», проведя 36 и 34 матча соответственно.

### «Пари Сен-Жермен»
25 июля 2011 года Матюиди перешёл в «Пари Сен-Жермен»; сумма трансфера составила 10 млн евро плюс бонусы за удачные выступления футболиста. Дебютный матч Блеза против «Лорьяна» завершился домашним поражением «ПСЖ» (0:1). Сыграв в 29 матчах дебютного сезона, Матюиди стал одним из лидеров парижской команды, хоть и забил всего один мяч в матче 25-го тура против «Валансьена» (4:3). Летом 2012 года «ПСЖ» провёл тотальное обновление состава, потратив на трансферы более 120 млн евро. Однако возросшая конкуренция лишь помогла Матюиди раскрыться в полной мере и закрепиться в стартовом составе «парижан». В сезоне 2012/13 он провёл все 38 матчей чемпионата, забив 8 голов.
26 февраля 2014 года «Пари Сен-Жермен» продлил контракт с полузащитником до 2018 года. В первой половине сезона 2014/15 Блез чередовал полные матчи с выходами на замену. Он забил всего один гол, зато какой важный: впервые в своей истории «ПСЖ» сумел обыграть «Барселону», а Матюиди стал автором третьего мяча в поединке на «Парк де Пренс» (3:2). В ноябре того же года Блез получил перелом руки, из-за чего не выступал более полутора месяцев.

### «Ювентус»
18 августа 2017 года Матюиди перешёл в туринский «Ювентус», с которым заключил контракт на три года. Сумма трансфера составила 20 млн евро, кроме того, «Пари Сен-Жермен» может получить дополнительно до 10,5 млн бонусов в зависимости от количества матчей, которые футболист сыграет за свой новый клуб. Бывший игрок парижского клуба Сильвен Арман заявил изданию Le Parisien, что Матюиди предпочёл бы остаться в «Пари Сен-Жермен», но решил уйти, когда понял, что тренер Унаи Эмери в нём больше не нуждается. По предположению итальянских СМИ, зарплата француза в «Ювентусе» составит 3,5 млн евро за сезон. Дебют Матюиди в составе нового клуба состоялся 19 августа в матче Серии А против «Кальяри». В сезоне 19/20 Матьюди вышел на поле в 46 матчах во всех турнирах, забил 1 гол и сделал 2 результативные передачи. 12 августа 2020 года туринский «Ювентус» объявил об расторжении контракта с Блезом Матюиди.

### «Интер Майами»
13 августа 2020 года Матюиди подписал контракт с клубом MLS «Интер Майами» на правах свободного агента. В американской лиге дебютировал 6 сентября в матче против «Нэшвилла». 1 ноября в матче против «Торонто» забил свой первый гол в MLS. В мае 2021 года «Интер Майами» был оштрафован на 2 млн долларов за нарушение правил MLS, поскольку Матюиди фактически являлся четвёртым назначенным игроком в клубе, в то время как разрешалось иметь троих. Перед сезоном 2022 «Интер Майами» расстался с Матюиди, несмотря на оставшийся один год его контракта.
23 декабря 2022 года Матюиди объявил о завершении карьеры

## Достижения

### Командные
«Пари Сен-Жермен»
- Чемпион Франции (4): 2012/13, 2013/14, 2014/15, 2015/16
- Обладатель Кубка Франции (2): 2014/15, 2015/16
- Обладатель Суперкубка Франции (4): 2013, 2014, 2015, 2016
- Обладатель Кубка Французской лиги (3): 2013/14, 2014/15, 2015/16

«Ювентус»
- Чемпион Италии (3): 2017/18, 2018/19, 2019/20
- Обладатель Кубка Италии: 2017/18
- Обладатель Суперкубка Италии: 2018

Сборная Франции
- Финалист чемпионата Европы: 2016
- Чемпион мира: 2018

### Личные
- Футболист года во Франции: 2015
- Кавалер ордена Почётного легиона: 2018[25]

## Статистика выступлений

### Клубная статистика
| Клуб             | Сезон            | Лига | Лига | Кубок | Кубок | Еврокубки | Еврокубки | Итого | Итого |
| Клуб             | Сезон            | Игры | Голы | Игры  | Голы  | Игры      | Голы      | Игры  | Голы  |
| ---------------- | ---------------- | ---- | ---- | ----- | ----- | --------- | --------- | ----- | ----- |
| Труа             | 2004/05          | 2    | 0    | 1     | 0     | 0         | 0         | 3     | 0     |
| Труа             | 2005/06          | 31   | 1    | 0     | 0     | 0         | 0         | 31    | 1     |
| Труа             | 2006/07          | 34   | 3    | 1     | 0     | 0         | 0         | 35    | 3     |
| Итого            | Итого            | 67   | 4    | 2     | 0     | 0         | 0         | 69    | 4     |
| Сент-Этьен       |                  |      |      |       |       |           |           |       |       |
| 2007/08          | 35               | 0    | 2    | 0     | 0     | 0         | 37        | 0     |       |
| 2008/09          | 27               | 2    | 3    | 0     | 9     | 0         | 39        | 2     |       |
| 2009/10          | 36               | 1    | 5    | 0     | 0     | 0         | 41        | 1     |       |
| 2010/11          | 34               | 0    | 3    | 0     | 0     | 0         | 37        | 0     |       |
| Итого            | Итого            | 132  | 3    | 13    | 0     | 9         | 0         | 154   | 3     |
| Пари Сен-Жермен  |                  |      |      |       |       |           |           |       |       |
| 2011/12          | 29               | 1    | 2    | 0     | 4     | 0         | 35        | 1     |       |
| 2012/13          | 37               | 5    | 6    | 1     | 9     | 2         | 52        | 8     |       |
| 2013/14          | 35               | 5    | 6    | 1     | 9     | 1         | 50        | 7     |       |
| 2014/15          | 34               | 4    | 9    | 0     | 10    | 1         | 53        | 5     |       |
| 2015/16          | 31               | 4    | 8    | 1     | 9     | 0         | 48        | 5     |       |
| 2016/17          | 34               | 4    | 10   | 1     | 8     | 2         | 52        | 7     |       |
| 2017/18          | 2                | 0    | 1    | 0     | 0     | 0         | 3         | 0     |       |
| Итого            | Итого            | 202  | 23   | 42    | 4     | 49        | 6         | 293   | 31    |
| Ювентус          |                  |      |      |       |       |           |           |       |       |
| 2017/18          | 32               | 3    | 5    | 0     | 9     | 1         | 46        | 4     |       |
| 2018/19          | 31               | 3    | 3    | 0     | 9     | 0         | 43        | 3     |       |
| 2019/20          | 23               | 0    | 3    | 0     | 5     | 1         | 31        | 1     |       |
| Итого            | Итого            | 86   | 6    | 11    | 0     | 23        | 2         | 120   | 8     |
| Всего за карьеру | Всего за карьеру | 487  | 36   | 68    | 4     | 81        | 8         | 636   | 48    |

### Международная статистика
| Сборная | Год   | Игры | Голы |
| ------- | ----- | ---- | ---- |
| Франция | 2010  | 1    | 0    |
| Франция | 2011  | 3    | 0    |
| Франция | 2012  | 5    | 0    |
| Франция | 2013  | 10   | 0    |
| Франция | 2014  | 13   | 4    |
| Франция | 2015  | 9    | 2    |
| Франция | 2016  | 14   | 2    |
| Франция | 2017  | 7    | 1    |
| Франция | 2018  | 13   | 0    |
| Итого   | Итого | 75   | 9    |